# Фотолуминисценција
Код фотолуминисценције се врши апсорпција упадне светлости и потом се испушта луминисцентна светлост, чији се спектрални састав разликује од спектра апсорбованог зрачења. Луминисцентна светлост има мању фреквенцију (већу таласну дужину) од светлости која је изазвала луминисценцију.
Код течности и гасова луминисцентна светлост нестаје истовремено са престанком осветљавања тела, док код чврстих тела, та светлост се продужава неколико минута, па чак и неколико часова.
Луминисцентна светлост која се гаси прекидом осветљавања тела, назива се флуоресценција. Појава да та светлост постоји и после престанка осветљавања, назива се фосфоресценција.
Када се тело осветли, долази до апсорпције светлости (фотона) што доводи атоме (молекуле) у побуђено стање. При спонтаном преласку атома (молекула) из виших у ниже енергијско стање, настаје луминисцентна светлост. Фотолуминисценција неких течности и гасова може се посматрати и без спектралних прибора. На пример, ако се светлост пропусти кроз петролеј или раствор кинина, траг снопа светлости јасно се уочава. У овом примеру се може голим оком видети да се боја испуштене светлости разликује од боје упадне светлости.
Појава фотолуминисценције има веома широку научну и техничку примену. Анализом спектра фотолуминисцентне светлости могу се добити важне информације о структури и својствима атома (молекула). Фотолуминисцентна светлост је широко заступљена и код флуоресцентних лампи. Луминисцентни извори не захтевају загревање и много су економичнији и трајнији.